# Kepler-62 f
Kepler-62 f est une super-Terre en orbite autour de l'étoile Kepler-62 située à 1 200 al (années-lumière) de la Terre. Elle est la planète la plus éloignée de son étoile parmi les cinq planètes de ce système découvertes par le télescope spatial Kepler. Elle a été trouvée par la méthode des transits qui mesure la diminution d'éclat causée par le passage d'une planète devant son étoile depuis le point de vue de l'observateur. Kepler-62 f est très probablement une planète tellurique située dans la partie externe de la zone habitable de son étoile,,.
Compte tenu de l'âge estimé de la planète (7 ± 4 milliards d'années), du flux de rayonnement reçu de son étoile (0,41 ± 0,05 fois celui reçu par la Terre) et de son rayon (1,41 ± 0,07 fois celui de la Terre), une composition rocheuse (fer-silicate) à laquelle s'ajouterait une quantité d'eau probablement substantielle est considérée comme plausible. Une étude de modélisation acceptée dans The Astrophysical Journal indique qu'il est vraisemblable que la planète soit entièrement recouverte d'un océan. Elle serait même, avec sa voisine Kepler-62 e, l'une des deux premières planètes candidates viables en tant que planètes océans en zone habitable.